# Прямоволосник альпійський
Прямоволосник альпійський (Orthotrichum alpestre) — вид мохів порядку прямоволосникальних (Orthotrichales).

## Поширення
Батьківщиною є Європа, Північна Америка, Азія.
Населяє скелі, дерева, основи дерев, вологі ущелини великих валунів, вологі соснові та листяні ліси; високі висоти (2100–3000 м).

## Характеристика
Рослини 0.5–2.3 см. Стеблові листки нещільно прямовисні, притиснуті і ± вільно закручені в сухому стані, подовжено-яйцювато-ланцетні, 2–3.5 мм; краї вигнуті трохи нижче вершини, цілі; верхівка різко гостра, іноді загострена. Спеціалізоване нестатеве розмноження листками. Статевий стан гоніоавтотичний. Коробочкові ніжки до 1.4 см. Коробочка на 1/2–3/4 виступає, іноді майже виступає, подовжено-яйцювата у зрілому стані, довгаста або коротко-циліндрична у старому та сухому стані, до 1.4 мм, сильно 8-ребриста від 2/3 до всієї довжини, звужена нижче гирла, коли суха. Спори 10–15 мкм.